# Admir Šehović
Admir Šehović (Sarajevo, 10 november 1982) is een Bosnisch voormalig voetbalscheidsrechter. Hij was in dienst van FIFA en UEFA tussen 2018 en 2020. Ook leidde hij van 2013 tot 2022 wedstrijden in de Premijer Liga.
Op 10 augustus 2013 leidde Šehović zijn eerste wedstrijd in de Bosnische nationale competitie. Tijdens het duel tussen Velež Mostar en Leotar Trebinje (3–0 voor de thuisploeg) trok de leidsman zesmaal de gele kaart. In Europees verband debuteerde hij op 19 juli 2018 tijdens een wedstrijd tussen Sjachtjor Salihorsk en Connah's Quay Nomads in de eerste voorronde van de UEFA Europa League; het eindigde in 2–0 en Šehović trok zesmaal de gele en eenmaal de rode kaart. Zijn eerste interland floot hij op 7 oktober 2020, toen Montenegro met 1–1 gelijkspeelde tegen Letland door doelpunten van Igors Tarasovs en Igor Ivanović. Tijdens deze wedstrijd deelde Šehović vier keer geel uit.

## Interlands
| Datum          | Plaats                | Wedstrijd            | Uitslag | Competitie        | Kreeg geel | Kreeg voor de tweede keer geel en dus rood | Weggestuurd |
| -------------- | --------------------- | -------------------- | ------- | ----------------- | ---------- | ------------------------------------------ | ----------- |
| 7 oktober 2020 | Podgorica, Montenegro | Montenegro – Letland | 1 – 1   | Vriendschappelijk | 4          | 0                                          | 0           |